# Lista de corte de negativo

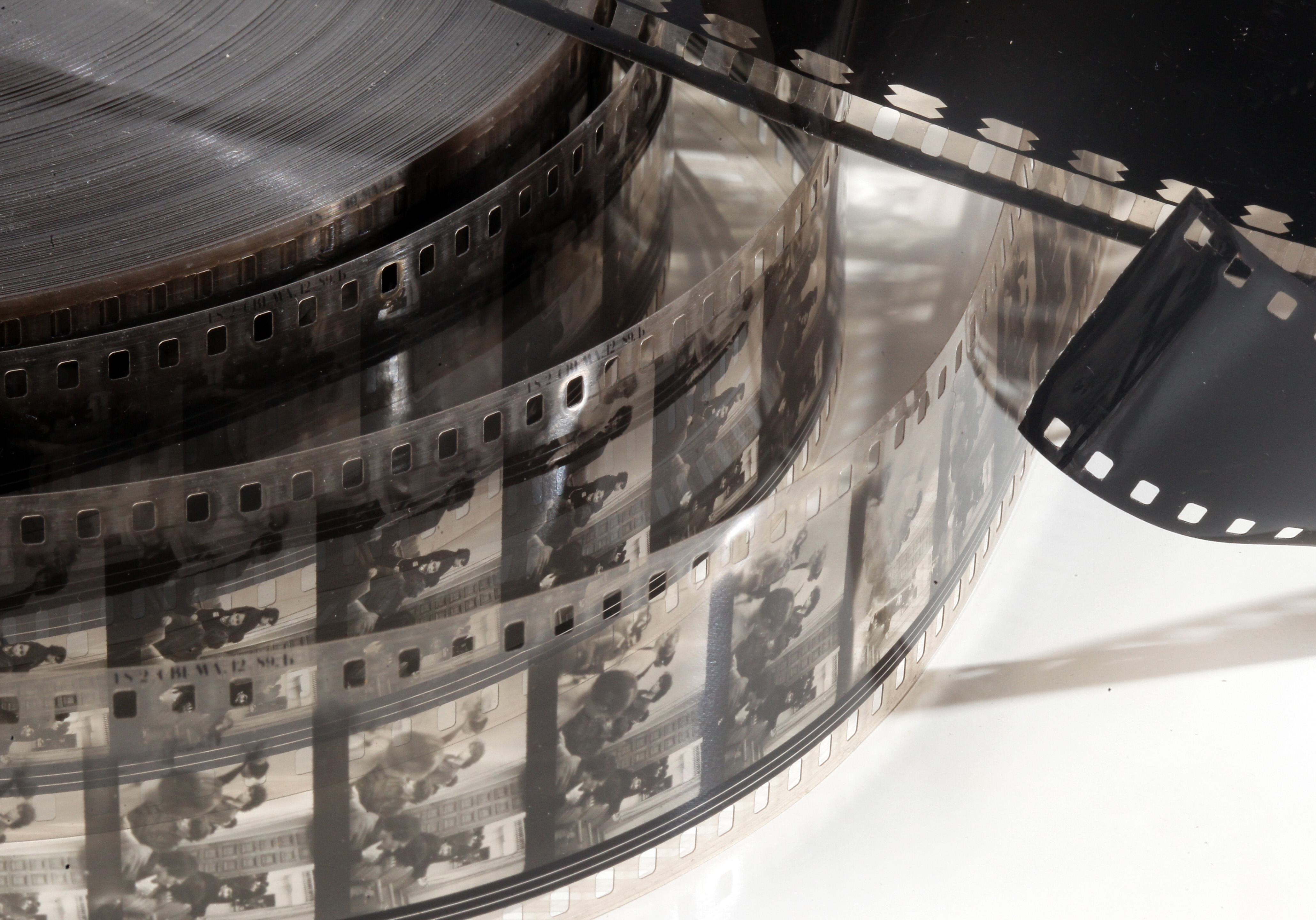
La lista de corte de negativo se detalla utilizando la numeración impresa en los laterales de la película.

La lista de corte de negativo o lista de corte del negativo, cut list en inglés, es un documento donde se indica la cinta y el número de cada fotograma por donde se debe cortar el negativo original, para después proceder al empalmado de todas las partes y obtener la cinta definitiva. Sobre dicha cinta, salida de la lista de corte, se añadirán después los efectos y la banda sonora para realizar, por último, las distintas copias o los interpositivos.
La lista de corte de negativo es un documento de gran importancia para reducir tiempo buscando el material deseado y abaratar costos el positivar solo las partes consideradas necesarias. De la misma forma, si la lista, no está bien redactada, se pueden perder fotogramas considerados correctos, pues el negativo solo se puede cortar una vez.
Debido a su importancia, el mundo del vídeo siguió sus pasos con la lista de decisiones de edición. También los procesos de telecinado siempre crean una base de datos con los números de cada fotograma para que los distintos programas de edición pudieran ofrecerla como un subproducto más, como hieron todas las generaciones de sistemas de edición no lineal.

## Origen del término
La lista de corte de negativo es un documento obtenido tras dar por buena la copia de trabajo, también llamado primer montaje. Esta copia se realizaba con el primer positivo, también conocido como copión, entregado por el laboratorio al revelar la cinta venida del rodaje. Si la película se ha telecinado para editarla en vídeo, se incluye una base de datos con la numeración equivalente a todos los fotogramas. Con el copión se realizaba una copia física que llevaba impresos los números de fotograma. Si era por telecinado los números se obtenía tras realizar una edición de vídeo. De cualquier forma, la lista es una gran ayuda, pues manejar los negativos puede ser muy complicado si no se lleva un orden meticulosa. Es necesario tener en cuenta que las cintas de negativo pueden llegar a tener una longitud de 300 metros o más cada una, por lo que cuentan con 17 100 fotogramas, incluso más. Esto es así porque una cinta de 35 mm, el formato más utilizado para películas, posee 57 fotogramas por metro.
Sin embargo, también era posible prescindir de la copia en película y obtener una en vídeo, analógico primero y digital después, utilizando el telecinado y sistemas lineales o no lineales. Una vez conseguido el montaje deseado, se anotaban los número de fotograma donde comenzaría y terminaría cada toma, formando así una lista. Esta lista después serviría para indicar donde cortar físicamente los negativos y positivar,solo la parte deseada no ya las tomas, sino los fragmentos elegidos de cada toma. Así se ahorrarían procesos y costos. Esa lista con la que se acudía al almacén de las películas reveladas es la lista de corte de negativo.
Pese a que Konigsberg (2004) no la dedica una aportado propio, cuando sí la trata en numerosas entradas de su obra monográfica sobre cine, la lista de corte es un documento de gran importancia porque los negativos solo se pueden cortar una vez. Cuando se corta una película es necesario descartar un fotograma debido a la no concordancia de las perforaciones, por lo tanto, si fuese necesario ampliar un poco más la toma ya se vería un salto al faltar el fotograma inutilizado por el corte. Lo cual constituye otro motivo más para redactarla y usarla correctamente. Más aún, su importancia hizo que la televisión y el vídeo la imitaran desarrollando la Lista de decisiones de edición, incluso superando su exactitud al emplear la pista con código de tiempo SMPTE, en opinión de editor neuyorquino Paul Dougherty.

## Persistencia de la lista
Ohanian (1996, p. 29) afirma que los procesos seguidos para conseguir una película de cine se han implantado tanto que, con variaciones, son los mismos en todo el mundo. Por esta razón la industria de programas para la edición y montaje ofrece distintas versiones y las incluye  siempre en sus materiales y documentos, caso de la estadounidense Avid.

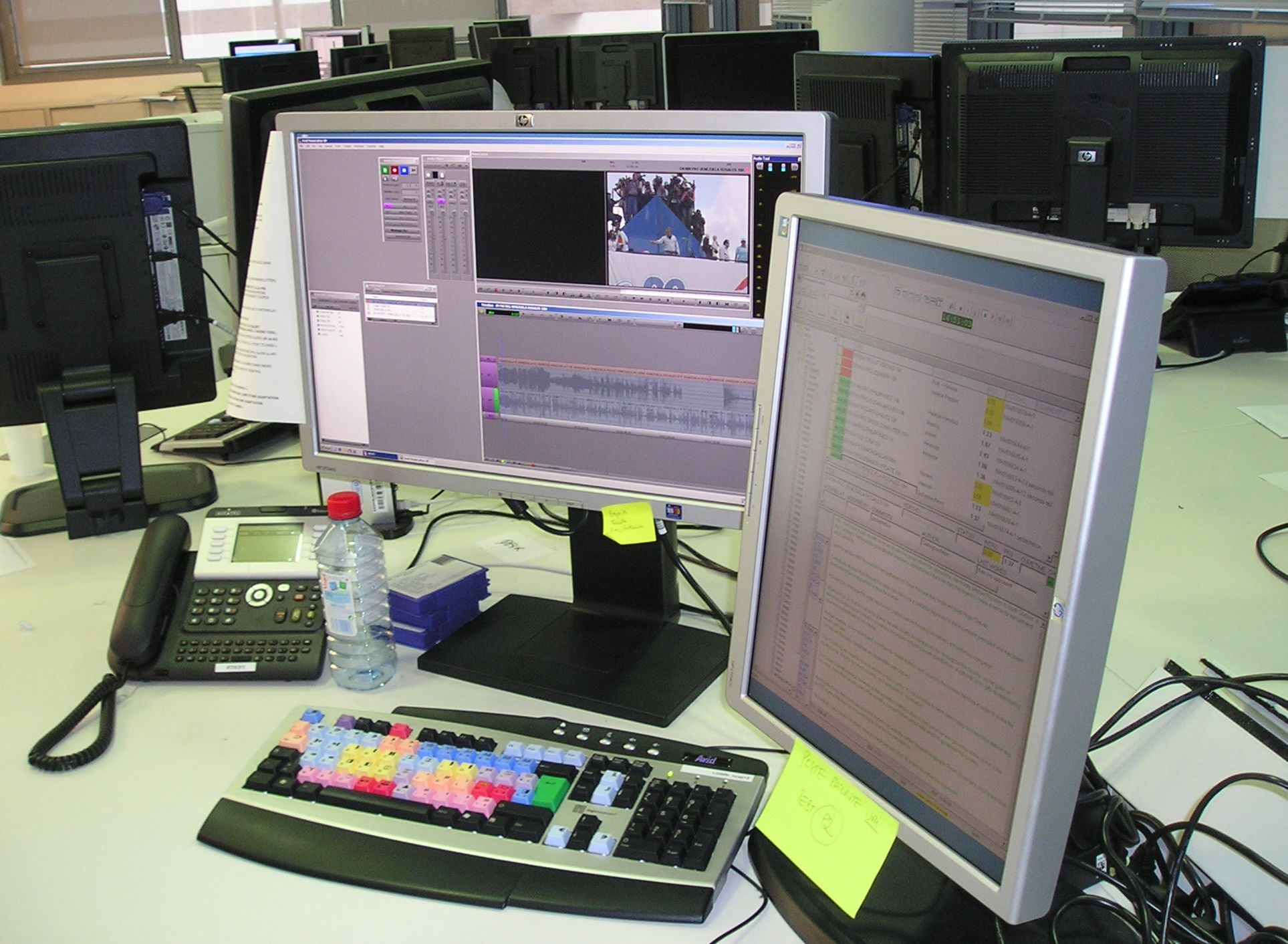
Una estación de Avid Media Composer perteneciente a la cadena France 24. Pese a la implantación de los medios digitales, la lista de corte de negativo se siguió utilizando incluso entrado el.

Cuando surgieron a mediados de la década de 1980 la primera generación de sistemas no lineales, equipos como el Ediflex o el BHP Touch Vision ofrecían entre otros subproductos una cinta de visionado, una lista de decisiones de edición y una lista de corte de negativo. Pese a ser sistemas más utilizados y adquiridos por productoras para series de televisión, no tanto para cine.
Cuando unos años después George Lucas y CMX lanzaron la segunda generación de sistemas de edición no lineal, con sus respectivos EditDroid  y CMX 6000 , la lista de corte de negativo continuó siendo uno de los subprodutos ofrecidos. Más aún teniendo en cuenta que la segunda generación iba orientada principalmente al cine y a los anuncios publicitarios.
Cuando en 1989 comenzaron a salir los equipos digitales, caso del EMC2, el Avid Media Composer o el Lightworks, uno de los detalles que se tuvieron en cuenta fue importar y manejar todos los datos de cada segmento de película durante el telecinado. Las nuevas plataformas iban equipadas con bases de datos capaces de almacenar toda esa información y usarla para entregar una lista de corte precisa y automática.
Según Carrasco (2010, p. 43), a comienzos del siglo XXI las producciones cinematográficas eran todas digitales, al menos en su fase de montaje, sin embargo, las películas de 35 mm, 16 mm o incluso el IMAX se continuaron utilizando por razones de amortización, coste o preferencias, razones que mantubieron vigente la lista de corte ya entrado el siglo XXI.